# Svetlana Gannuškina
Svetlana Alekseevna Gannuškina (in russo Светла́на Алексе́евна Га́ннушкина?; Mosca, 6 marzo 1942) è una matematica e attivista russa per i diritti umani.
Negli anni novanta del Novecento è stata fra i fondatori del Comitato di Assistenza Civica (Komitet Grazhdanskoe Sodeistvie) e del Centro per i diritti umani dell'associazione Memorial, dedicandosi in particolare ad offrire sostegno materiale e giuridico a rifugiati, sfollati interni, vittime di guerra.

## Biografia
Svetlana Alekseevna Gannuškina è nata a Mosca il 6 marzo 1942. Nel 1965 si è laureata presso la Facoltà di Meccanica e Matematica all'Università statale di Mosca e ha poi seguito un corso di specializzazione; nel 1968-69 ha lavorato presso l'Istituto di ingegneria chimica. Dal 1970 al 2000 è stata docente di matematica presso l'Università statale russa per le scienze umane.

## Attivismo politico

### Comitato di assistenza civica
Nel 1990 ha fondato con altri attivisti il Comitato di assistenza civica (Komitet Grazhdanskoe Sodeistvie, Гражданское содействие), un'organizzazione non governativa impegnata ad offrire assistenza legale, materiale, medica e psicologica, accesso all'istruzione, a rifugiati, migranti e richiedenti asilo riparati in Russia. È stata co-presidente di questa organizzazione dal 1990 al 1999, e dal 1999 ne è presidente.
Gannuškina ha cominciato ad interessarsi dei diritti umani dei rifugiati nel 1989, prendendo parte all'International Working Group (IWG) che indagava sul conflitto di confine tra Armenia e Azerbaigian. Dopo essere stata testimone delle violenze etniche in atto nella regione del Nagorno Karabakh, aver assistito alla fuga verso Mosca di migliaia di armeni e all'immobilismo del governo russo nel prestare loro soccorso, decise di agire organizzando attività di sostegno per le migliaia di profughi in fuga verso i confini russi, in progressivo aumento dopo la dissoluzione dell'Unione Sovietica.
I primi rifugiati ai quali lei e gli altri attivisti dell'organizzazione appena fondata avrebbero portato soccorso furono gli armeni sfuggiti al pogrom di Baku, a cui in seguito si sarebbero aggiunte, fra l'altro, persone fuggite dalla Georgia e dall'Abkhazia nel 1993-1994 e siriani in fuga dalla guerra civile.
Gannuškina ha sostenuto i diritti dei ceceni durante il primo (1994-1996) e il secondo (1999-2009) conflitto armato in Cecenia, e si è recata in quel territorio per fornire aiuti umanitari. Nell 2004 il Comitato di assistenza civica ha collaborato con la Caritas francese e con la Commissione Europea, finanziatrice del progetto, per fornire assistenza medica ai residenti in Cecenia e agli sfollati interni in Inguscezia.
Nel 2015, in conformità con le direttive del governo russo volte a colpire le ONG indipendenti, il Ministero della Giustizia ha inserito il Comitato di assistenza civica fra le organizzazioni definite "agenti stranieri", in quanto beneficiarie di finanziamenti esteri e impegnate in "attività politiche".
Alla fine del 2021 le autorità di Mosca hanno sciolto il contratto di locazione sottoscritto con il Comitato nel 2011, e l'organizzazione ha dovuto trasferirsi in una diversa sede.

### Memorial
Nel 1991 Svetlana Gannuškina è stata una dei membri fondatori del Centro per i diritti umani dell'associazione Memorial con sede a Mosca.
Nel 1996 presso Memorial ha fondato una rete di centri di consulenza legale per migranti, rifugiati e sfollati interni alla Russia, denominata Migrazione e diritto (Миграция и право), sostenuta dall'Alto Commissariato delle Nazioni Unite per i rifugiati (UNHCR). Questa rete comprende 58 punti di consulenza legale gratuita per migranti in 46 regioni della Russia, 4 delle quali in Cecenia, fornendo circa 20.000 consulenze l'anno.
Il 28 dicembre 2021 l'associazione internazionale sorella del Centro per i diritti umani, Memorial (Мемориал), fondata nel 1989 dal premio Nobel Andrej Sakharov per salvaguardare la memoria delle vittime dello stalinismo e dei gulag, a seguito di una sentenza della Corte Suprema russa, ha dovuto cessare l'attività perché accusata di aver violato la legge sugli "agenti stranieri".
Assieme a Oleg Orlov è stata nel consiglio di Memorial Human Rights Center e co-presidente fino al 2024.

### Altre attività
Dal 2002 al 2012 Gannuškina è stata membro del Consiglio Presidenziale russo per i diritti umani, un organo consultivo del Presidente della Federazione Russa, e ha contribuito a far ottenere a oltre due milioni di persone la cittadinanza russa. Ha collaborato con i deputati della Duma nella modifica della legislazione sui diritti dei rifugiati.
Gannuškina è membro del Comitato politico federale del partito Democratico Unificato Russo Yabloko; nel 2016 si è candidata nella lista regionale della Cecenia alle elezioni della Duma.
È stata nominata più volte per il Premio Nobel per la Pace, l'ultima nel 2011. Nel 2016 le è stato conferito il Right Livelihood Award (Premio Nobel alternativo), "per il suo impegno decennale nella promozione dei diritti umani e della giustizia per i rifugiati e i migranti forzati, e la tolleranza tra i diversi gruppi etnici".
Il 15 marzo 2022 un tribunale di Mosca ha multato l'attivista russa per aver partecipato qualche settimana prima a una protesta contro la guerra in Ucraina, durante la quale è stata accusata di camminare "tra la folla che cantava slogan" e il 6 marzo 2022, il giorno del suo ottantesimo compleanno, è stata arrestata (assieme a Oleg Orlov) con altre 4 600 persone in diverse città della Russia per aver preso parte a un' "azione pubblica non autorizzata". Sul finire dello stesso mese, con alcuni dei più noti attivisti per i diritti umani della Russia, ha firmato un manifesto contro la guerra in Ucraina annunciando la creazione di un consiglio di difensori dei diritti umani in Russia, con l'obbiettivo di supportare quanti non intendono partecipare alla guerra e di fornire assistenza legale alle famiglie dei soldati russi.

## Premi
- 1997. Premio Open Society Foundations per il lavoro pionieristico in Russia.[19]
- 2003. Premio della sezione tedesca di Amnesty International per i risultati eccezionali ottenuti nel campo dei diritti umani[20]
- 2006. Premio Homo Homini per l'attivismo per i diritti umani dell'organizzazione ceca People in Need.[21]
- 2014. Premio Schwarzkopf-Europa[22]
- 2016. Right Livelihood Award (Premio Nobel alternativo), "per il suo impegno decennale nella promozione dei diritti umani e della giustizia per i rifugiati e i migranti forzati, e la tolleranza tra i diversi gruppi etnici ".[4]